# Stagioni dei New York Giants
Questa è la lista delle stagioni sportive dei New York Giants nella National Football League che documenta i risultati stagione per stagione dal 1925 ad oggi, compresi i risultati nei play-off.

## Risultati stagione per stagione
| Cronistoriadei New York Giants | Cronistoriadei New York Giants | Cronistoriadei New York Giants | Cronistoriadei New York Giants | Cronistoriadei New York Giants | Cronistoriadei New York Giants | Cronistoriadei New York Giants | Cronistoriadei New York Giants | Cronistoriadei New York Giants | Cronistoriadei New York Giants | Cronistoriadei New York Giants                                                                                |                              |
| Stagione di lega               | Stagione di squadra            | Lega                           | Conference                     | Division                       | Stagione regolare              | Stagione regolare              | Stagione regolare              | Stagione regolare              | Play-off | Premi individuali                                                                                             |                              |
| Stagione di lega               | Stagione di squadra            | Lega                           | Conference                     | Division                       | Pos.                           | V                              | S                              | P                              | Play-off | Premi individuali                                                                                             |                              |
| ------------------------------ | ------------------------------ | ------------------------------ | ------------------------------ | ------------------------------ | ------------------------------ | ------------------------------ | ------------------------------ | ------------------------------ | --- | --- | ---------------------------- |
| 1925                           | {{{annof}}}                    | NFL                            |                                |                                | 4                              | 8                              | 4                              | 0                              | non disputati | Inseriti nella NFL, non ci sono Division.                                                                     |                              |
| 1926                           | {{{annof}}}                    | NFL                            |                                |                                | 7                              | 8                              | 4                              | 1                              | non disputati | |                              |
| 1927                           | {{{annof}}}                    | NFL                            |                                |                                | 1                              | 11                             | 1                              | 1                              | non disputati | |                              |
| 1928                           | {{{annof}}}                    | NFL                            |                                |                                | 6                              | 4                              | 7                              | 2                              | non disputati | |                              |
| 1929                           | {{{annof}}}                    | NFL                            |                                |                                | 2                              | 13                             | 1                              | 1                              | non disputati | |                              |
| 1930                           | {{{annof}}}                    | NFL                            |                                |                                | 2                              | 13                             | 4                              | 0                              | non disputati | |                              |
| 1931                           | {{{annof}}}                    | NFL                            |                                |                                | 5                              | 7                              | 6                              | 1                              | non disputati | |                              |
| 1932                           | {{{annof}}}                    | NFL                            |                                |                                | 5                              | 4                              | 6                              | 2                              | non disputati | |                              |
| 1933                           | {{{annof}}}                    | NFL                            | NFL                            | Eastern                        | 1                              | 11                             | 3                              | 0                              | S NFL Championship contro i Chicago Bears (21-23) | Inseriti nella NFL Eastern.                                                                                   |                              |
| 1934                           | {{{annof}}}                    | NFL                            | NFL                            | Eastern                        | 1                              | 8                              | 5                              | 0                              | V NFL Championship contro i Chicago Bears (30-13) | |                              |
| 1935                           | {{{annof}}}                    | NFL                            | NFL                            | Eastern                        | 1                              | 9                              | 3                              | 0                              | S NFL Championship contro i Detroit Lions (7-26) | |                              |
| 1936                           | {{{annof}}}                    | NFL                            | NFL                            | Eastern                        | 3                              | 5                              | 6                              | 1                              | non disputati | |                              |
| 1937                           | {{{annof}}}                    | NFL                            | NFL                            | Eastern                        | 2                              | 6                              | 3                              | 2                              | non disputati | |                              |
| 1938                           | {{{annof}}}                    | NFL                            | NFL                            | Eastern                        | 1                              | 8                              | 2                              | 1                              | V NFL Championship contro i Green Bay Packers (23-17) | |                              |
| 1939                           | {{{annof}}}                    | NFL                            | NFL                            | Eastern                        | 1                              | 9                              | 1                              | 1                              | S NFL Championship contro i Green Bay Packers (0-27) | |                              |
| 1940                           | {{{annof}}}                    | NFL                            | NFL                            | Eastern                        | 3                              | 6                              | 4                              | 1                              | non disputati | |                              |
| 1941                           | {{{annof}}}                    | NFL                            | NFL                            | Eastern                        | 1                              | 8                              | 3                              | 0                              | S NFL Championship contro i Chicago Bears (9-37) | |                              |
| 1942                           | {{{annof}}}                    | NFL                            | NFL                            | Eastern                        | 3                              | 5                              | 5                              | 1                              | non disputati | |                              |
| 1943                           | {{{annof}}}                    | NFL                            | NFL                            | Eastern                        | 2                              | 6                              | 3                              | 1                              | S Divisional play-off contro i Washington Redskins (0-28) | |                              |
| 1944                           | {{{annof}}}                    | NFL                            | NFL                            | Eastern                        | 1                              | 8                              | 1                              | 1                              | S NFL Championship contro i Green Bay Packers (7-14) | |                              |
| 1945                           | {{{annof}}}                    | NFL                            | NFL                            | Eastern                        | T-3                            | 3                              | 6                              | 1                              | non disputati | |                              |
| 1946                           | {{{annof}}}                    | NFL                            | NFL                            | Eastern                        | 1                              | 7                              | 3                              | 1                              | S NFL Championship contro i Chicago Bears (14-24) | |                              |
| 1947                           | {{{annof}}}                    | NFL                            | NFL                            | Eastern                        | 5                              | 2                              | 8                              | 2                              | non disputati | |                              |
| 1948                           | {{{annof}}}                    | NFL                            | NFL                            | Eastern                        | T-3                            | 4                              | 8                              | 0                              | non disputati | |                              |
| 1949                           | {{{annof}}}                    | NFL                            | NFL                            | Eastern                        | 3                              | 6                              | 6                              | 0                              | non disputati | |                              |
| 1950                           | {{{annof}}}                    | NFL                            | American                       |                                | 2                              | 10                             | 2                              | 0                              | S Conference play-off Cleveland Browns (3-8) | Inseriti nella NFL American.                                                                                  |                              |
| 1951                           | {{{annof}}}                    | NFL                            | American                       |                                | 2                              | 9                              | 2                              | 1                              | non disputati | |                              |
| 1952                           | {{{annof}}}                    | NFL                            | American                       |                                | T-2                            | 7                              | 5                              | 0                              | non disputati | |                              |
| 1953                           | {{{annof}}}                    | NFL                            | Eastern                        |                                | 5                              | 3                              | 9                              | 0                              | non disputati | Inseriti nella NFL Eastern.                                                                                   |                              |
| 1954                           | {{{annof}}}                    | NFL                            | Eastern                        |                                | 3                              | 7                              | 5                              | 0                              | non disputati | |                              |
| 1955                           | {{{annof}}}                    | NFL                            | Eastern                        |                                | 3                              | 6                              | 5                              | 1                              | non disputati | |                              |
| 1956                           | {{{annof}}}                    | NFL                            | Eastern                        |                                | 1                              | 8                              | 3                              | 1                              | V NFL Championship contro i Chicago Bears (47-7) | |                              |
| 1957                           | {{{annof}}}                    | NFL                            | Eastern                        |                                | 2                              | 7                              | 5                              | 0                              | non disputati | |                              |
| 1958                           | {{{annof}}}                    | NFL                            | Eastern                        |                                | 1                              | 9                              | 3                              | 0                              | V Divisional play-off contro i Cleveland Browns (10-0) S NFL Championship contro i Baltimore Colts (17-23) | |                              |
| 1959                           | {{{annof}}}                    | NFL                            | Eastern                        |                                | 1                              | 10                             | 2                              | 0                              | S NFL Championship contro i Baltimore Colts (16-31) | |                              |
| 1960                           | {{{annof}}}                    | NFL                            | Eastern                        |                                | 3                              | 6                              | 4                              | 2                              | non disputati | |                              |
| 1961                           | {{{annof}}}                    | NFL                            | Eastern                        |                                | 1                              | 10                             | 3                              | 1                              | S NFL Championship contro i Green Bay Packers (0-37) | |                              |
| 1962                           | {{{annof}}}                    | NFL                            | Eastern                        |                                | 1                              | 12                             | 2                              | 0                              | S NFL Championship contro i Green Bay Packers (7-16) | |                              |
| 1963                           | {{{annof}}}                    | NFL                            | Eastern                        |                                | 1                              | 11                             | 3                              | 0                              | S NFL Championship contro i Chicago Bears (10-14) | |                              |
| 1964                           | {{{annof}}}                    | NFL                            | Eastern                        |                                | 7                              | 2                              | 10                             | 2                              | non disputati | |                              |
| 1965                           | {{{annof}}}                    | NFL                            | Eastern                        |                                | T-2                            | 7                              | 7                              | 0                              | non disputati | |                              |
| 1966                           | {{{annof}}}                    | NFL                            | Eastern                        |                                | 8                              | 1                              | 12                             | 1                              | non disputati | Viene giocato il 1º Super Bowl.                                                                               |                              |
| 1967                           | {{{annof}}}                    | NFL                            | Eastern                        | Century                        | 2                              | 7                              | 7                              | 0                              | non disputati | Inseriti nella Eastern Conference Division Century.                                                           |                              |
| 1968                           | {{{annof}}}                    | NFL                            | Eastern                        | Century                        | 2                              | 7                              | 7                              | 0                              | non disputati | |                              |
| 1969                           | {{{annof}}}                    | NFL                            | Eastern                        | Century                        | 2                              | 6                              | 8                              | 0                              | non disputati | |                              |
| 1970                           | {{{annof}}}                    | NFL                            | NFC                            | East                           | 2                              | 9                              | 5                              | 0                              | non disputati | Inseriti nella NFC East a seguito della fusione tra AFL e NFL.                                                |                              |
| 1971                           | {{{annof}}}                    | NFL                            | NFC                            | East                           | 5                              | 4                              | 10                             | 0                              | non disputati | |                              |
| 1972                           | {{{annof}}}                    | NFL                            | NFC                            | East                           | 3                              | 8                              | 6                              | 0                              | non disputati | |                              |
| 1973                           | {{{annof}}}                    | NFL                            | NFC                            | East                           | 5                              | 2                              | 11                             | 1                              | non disputati | |                              |
| 1974                           | {{{annof}}}                    | NFL                            | NFC                            | East                           | 5                              | 2                              | 12                             | 0                              | non disputati | |                              |
| 1975                           | {{{annof}}}                    | NFL                            | NFC                            | East                           | 4                              | 5                              | 9                              | 0                              | non disputati | |                              |
| 1976                           | {{{annof}}}                    | NFL                            | NFC                            | East                           | 5                              | 3                              | 11                             | 0                              | non disputati | |                              |
| 1977                           | {{{annof}}}                    | NFL                            | NFC                            | East                           | 5                              | 5                              | 9                              | 0                              | non disputati | |                              |
| 1978                           | {{{annof}}}                    | NFL                            | NFC                            | East                           | 5                              | 6                              | 10                             | 0                              | non disputati | Da questa stagione le partite della stagione regolare diventano 16.                                           |                              |
| 1979                           | {{{annof}}}                    | NFL                            | NFC                            | East                           | 4                              | 6                              | 10                             | 0                              | non disputati | |                              |
| 1980                           | {{{annof}}}                    | NFL                            | NFC                            | East                           | 5                              | 4                              | 12                             | 0                              | non disputati | |                              |
| 1981                           | {{{annof}}}                    | NFL                            | NFC                            | East                           | 3                              | 9                              | 7                              | 0                              | V Wild Card Game contro i Philadelphia Eagles (27-21) S Divisional play-off contro i San Francisco 49ers (24-38) | |                              |
| 1982                           | {{{annof}}}                    | NFL                            | NFC                            |                                | 10                             | 4                              | 5                              | 0                              | non disputati | A causa di uno sciopero nella stagione si disputarono solo 9 partite e non vi furono classifiche di Division. |                              |
| 1983                           | {{{annof}}}                    | NFL                            | NFC                            | East                           | 5                              | 3                              | 12                             | 1                              | non disputati | |                              |
| 1984                           | {{{annof}}}                    | NFL                            | NFC                            | East                           | 2                              | 9                              | 7                              | 0                              | V Wild Card Game contro i Los Angeles Rams (16-13) S Divisional playoff contro i San Francisco 49ers (10-21) | |                              |
| 1985                           | {{{annof}}}                    | NFL                            | NFC                            | East                           | 2                              | 10                             | 6                              | 0                              | V Wild Card Game contro i San Francisco 49ers (17-3) S Divisional play-off contro i Chicago Bears (0-21) | |                              |
| 1986                           | {{{annof}}}                    | NFL                            | NFC                            | East                           | 1                              | 14                             | 2                              | 0                              | V Divisional play-off contro i San Francisco 49ers (49-3) V NFC Championship contro i Washington Redskins (17-0) V Super Bowl XXI contro i Denver Broncos (39-20)                                                                       | |                              |
| 1987                           | {{{annof}}}                    | NFL                            | NFC                            | East                           | 5                              | 6                              | 9                              | 0                              | non disputati | In questa stagione a causa di uno sciopero hanno giocato una partita in meno.                                 |                              |
| 1988                           | {{{annof}}}                    | NFL                            | NFC                            | East                           | 2                              | 10                             | 6                              | 0                              | non disputati | |                              |
| 1989                           | {{{annof}}}                    | NFL                            | NFC                            | East                           | 1                              | 12                             | 4                              | 0                              | S Divisional play-off contro i Los Angeles Rams (13-19) | |                              |
| 1990                           | {{{annof}}}                    | NFL                            | NFC                            | East                           | 1                              | 13                             | 3                              | 0                              | V Divisional play-off contro i Chicago Bears (31-3) V NFC Championship contro i San Francisco 49ers (15-13) V Super Bowl XXV contro i Buffalo Bills (20-19)                                                                             | |                              |
| 1991                           | {{{annof}}}                    | NFL                            | NFC                            | East                           | 4                              | 8                              | 8                              | 0                              | non disputati | |                              |
| 1992                           | {{{annof}}}                    | NFL                            | NFC                            | East                           | 4                              | 6                              | 10                             | 0                              | non disputati | |                              |
| 1993                           | {{{annof}}}                    | NFL                            | NFC                            | East                           | 2                              | 11                             | 5                              | 0                              | V Wild Card Game contro i Minnesota Vikings (17-10) S Divisional play-off contro i San Francisco 49ers (3-44) | |                              |
| 1994                           | {{{annof}}}                    | NFL                            | NFC                            | East                           | 2                              | 9                              | 7                              | 0                              | non disputati | |                              |
| 1995                           | {{{annof}}}                    | NFL                            | NFC                            | East                           | 4                              | 5                              | 11                             | 0                              | non disputati | |                              |
| 1996                           | {{{annof}}}                    | NFL                            | NFC                            | East                           | 5                              | 6                              | 10                             | 0                              | non disputati | |                              |
| 1997                           | {{{annof}}}                    | NFL                            | NFC                            | East                           | 1                              | 10                             | 5                              | 1                              | S WIld Card Game contro i Minnesota Vikings (22-23) | |                              |
| 1998                           | {{{annof}}}                    | NFL                            | NFC                            | East                           | 3                              | 8                              | 8                              | 0                              | non disputati | |                              |
| 1999                           | {{{annof}}}                    | NFL                            | NFC                            | East                           | 3                              | 7                              | 9                              | 0                              | non disputati | |                              |
| 2000                           | {{{annof}}}                    | NFL                            | NFC                            | East                           | 1                              | 12                             | 4                              | 0                              | V Divisional play-off contro i Philadelphia Eagles (20-10) V NFC Championship contro i Minnesota Vikings (41-0) S Super Bowl XXXV contro i Baltimore Ravens (7-34)                                                                      | |                              |
| 2001                           | {{{annof}}}                    | NFL                            | NFC                            | East                           | 3                              | 7                              | 9                              | 0                              | non disputati | |                              |
| 2002                           | {{{annof}}}                    | NFL                            | NFC                            | East                           | 2                              | 10                             | 6                              | 0                              | S Wild Card Game contro i San Francisco 49ers (38-39) | |                              |
| 2003                           | {{{annof}}}                    | NFL                            | NFC                            | East                           | 4                              | 4                              | 12                             | 0                              | non disputati | |                              |
| 2004                           | {{{annof}}}                    | NFL                            | NFC                            | East                           | 2                              | 6                              | 10                             | 0                              | non disputati | |                              |
| 2005                           | {{{annof}}}                    | NFL                            | NFC                            | East                           | 1                              | 11                             | 5                              | 0                              | S Wild Card Game contro i Carolina Panthers (0-23) | |                              |
| 2006                           | {{{annof}}}                    | NFL                            | NFC                            | East                           | 3                              | 8                              | 8                              | 0                              | S Wild Card Game contro i Philadelphia Eagles (20-23) | |                              |
| 2007                           | {{{annof}}}                    | NFL                            | NFC                            | East                           | 2                              | 10                             | 6                              | 0                              | V Wild Card Game contro i Tampa Bay Buccaneers (24-14) V Divisional play-off contro i Dallas Cowboys (21-17) V NFC Championship contro i Green Bay Packers (23-20) V Super Bowl XLII contro i New England Patriots (17-14)              | |                              |
| 2008                           | {{{annof}}}                    | NFL                            | NFC                            | East                           | 1                              | 12                             | 4                              | 0                              | S Divisional play-off contro i Philadelphia Eagles (11-23) | |                              |
| 2009                           | {{{annof}}}                    | NFL                            | NFC                            | East                           | 3                              | 8                              | 8                              | 0                              | non disputati | |                              |
| 2010                           | {{{annof}}}                    | NFL                            | NFC                            | East                           | 2                              | 10                             | 6                              | 0                              | non disputati | |                              |
| 2011                           | {{{annof}}}                    | NFL                            | NFC                            | East                           | 1                              | 9                              | 7                              | 0                              | V Wild Card Game contro gli Atlanta Falcons (24-2) V Divisional play-off contro i Green Bay Packers (37-20) V NFC Championship contro i San Francisco 49er (20-17 all'overtime) V Super Bowl XLVI contro i New England Patriots (21-17) | |                              |
| 2012                           | {{{annof}}}                    | NFL                            | NFC                            | East                           | 2                              | 9                              | 7                              | 0                              | non disputati | |                              |
| 2013                           | {{{annof}}}                    | NFL                            | NFC                            | East                           | 3                              | 7                              | 9                              | 0                              | non disputati | |                              |
| Totale                         | Totale                         | Totale                         | Totale                         | Totale                         | Totale                         | 661                            | 547                            | 33                             | Record di stagione regolare | Record di stagione regolare                                                                                   | Record di stagione regolare  |
| Totale                         | Totale                         | Totale                         | Totale                         | Totale                         | Totale                         | 23                             | 24                             |                                | Record dei play-off | Record dei play-off                                                                                           | Record dei play-off          |
| Totale                         | Totale                         | Totale                         | Totale                         | Totale                         | Totale                         | 684                            | 571                            | 33                             | Stagione regolare e play-off | Stagione regolare e play-off                                                                                  | Stagione regolare e play-off |

Legenda
- Vittoria nel Super Bowl (dal 1966)
- Vittoria nella lega (1920-1969)
- Vittoria nella Conference

- Vittoria nella Division
- Qualificazione al Wild Card Game (dal 1978)
- V = Vittorie

- S = Sconfitte
- P = Pareggi
- T = Posizione a pari merito